# Tả kinh

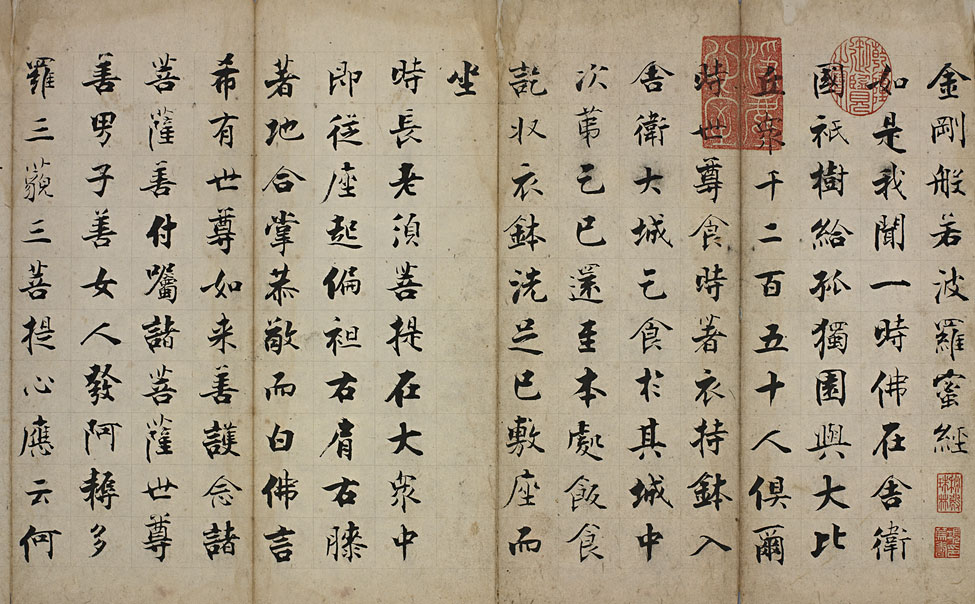
Bản chép tay một đoạn kinh Kim Cang vào thời nhà Tống

Tả kinh (chữ Hán: 寫經) là việc biên chép các văn bản Phật giáo đặc biệt là các kinh điển Đại Thừa. Việc chép tay kinh Phật rất thịnh hành ở các nước Đông Á theo truyền thống Phật giáo Bắc Tông như Trung Hoa, Triều Tiên, Nhật Bản và Việt Nam ở thời kỳ trung đại. Tương truyền, tả kinh là một việc làm nuôi dưỡng công đức cho bản thân người chép nên nhiều Phật tử đã khởi sinh lòng tin và phát nguyện chép kinh nhằm cầu công đức.

## Lịch sử
Khi Đức Phật còn tại thế, mọi lời dạy của ngài đều không được ghi chép thành văn mà thay vào đó, mỗi khi ngài thuyết pháp, thị giả của Phật là ngài A-nan-đà (Ananda) sẽ nghe và thuật lại cho các đệ tử khác (những vị thanh văn không được nghe trực tiếp buổi thuyết ấy). Sau khi Phật Thích-ca nhập Vô dư Niết-bàn (Nirvana), tôn giả Ma-ha Ca-diếp (Mahākāśyapa) đã triệu tập năm trăm vị A-la-hán (Arhat) tại hang Saptparni (ở ngoại thành Vương-xá) để trùng tụng lại lời giáo huấn của Thế Tôn bao gồm Kinh (Sutra), Luật (Vinaya) và Luận (Abhidharma), thường được gọi chung là Tam tạng (Tripitaka). Kể từ đó, kinh Phật được lưu truyền trong quần chúng và qua thời gian thông qua khẩu truyền. Ngày nay, việc tụng đọc kinh điển ấy rất là phương tiện truyền giữ kinh sách phổ biến ở các nước theo truyền thống Phật giáo Nam truyền như Thái Lan, Campuchia, Myanmar, Lào, Sri Lanka...

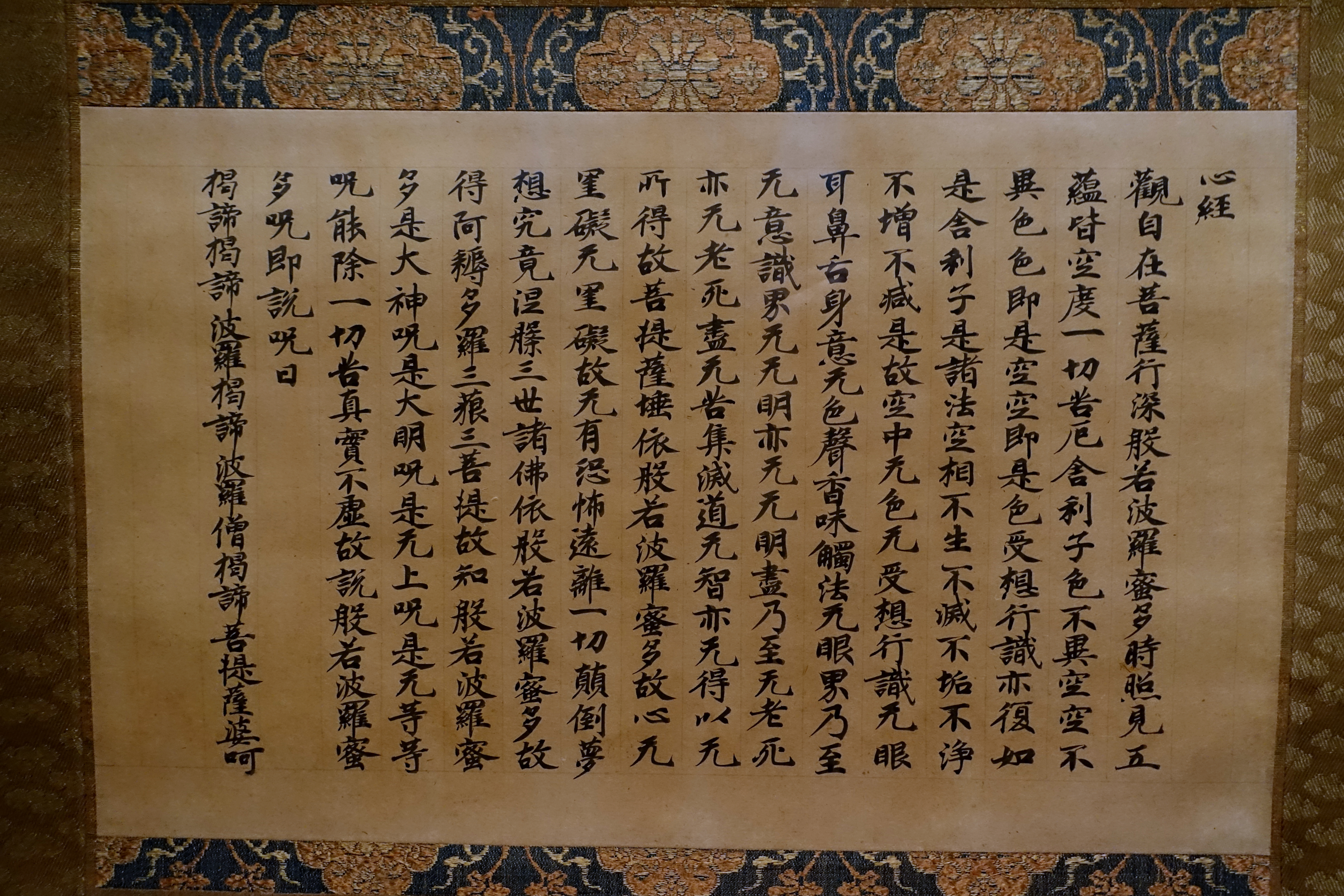
Bản tả kinh Tâm kinh vào giai đoạn Nara (Nhật Bản).

Tuy nhiên, các hành giả Bắc tông lại chú trọng vào việc ghi chép kinh điển thành sách dù quan niệm thời bấy giờ là khẩu truyền có uy lực và thiêng liêng hơn. Họ ghi chép bằng tiếng Phạn (Sanskrit) trên các giấy lá bối (bối hiệp kinh) hoặc các lá vàng mỏng (dưới thời vua Asoka). Khi Phật giáo được truyền bá từ Ấn Độ (Tây Trúc) sang Trung Quốc (Đông Độ) vào đời Tây Hán thì ngoài dịch kinh, biên chép kinh Phật cũng là một việc hết sức phổ biến. Ở thời kỳ này, kỹ thuật in ấn chưa phát triển nên việc biên chép kinh Phật được thực hiện chủ yếu bằng việc chép tay (tả kinh). Tả kinh góp phần lưu truyền, phổ biến rộng rãi lời dạy của chư Phật tới khắp chúng sinh. Đây là một hình thức của hạnh bố thí (cụ thể là pháp thí (bố thí chính pháp nhằm đưa chúng sinh lìa xa khổ đau, đạt cứu cánh Niết-bàn) là sự bố thí cao cả, hơn cả tài thí hay vô úy thí), góp phần tạo ra thiên nghiệp, nuôi dưỡng công đức cho người ấy. Do đó, nhiều Phật tử phát nguyện tả kinh nhằm tích lũy công đức cho bản thân.
Tả kinh có nguồn gốc từ Trung Quốc, sau đó nó được lan truyền tới Cao Câu Ly (Bán đảo Triều Tiên) vào khoảng thế kỷ III rồi được truyền sang đảo quốc Nhật Bản. Tại vùng đất này, tả kinh rất được thịnh hành vào thời Nara, thậm chí triều đình còn lập Sở Tả kinh để chuyên hóa việc chép kinh cầu an cho quốc gia. Ở các nước Đông Á, ngoài dùng cho việc cầu an, Tả kinh còn là một trong những chủ đề thư pháp.